# Bisirrama
Bisirrama (arab. بصراما) – wieś w Syrii, w muhafazie Latakia. W 2004 roku liczyła 522 mieszkańców.